# Coupe de Belgique de football
Cet article concerne la compétition masculine. Pour l'équivalent féminin, voir Coupe de Belgique féminine de football.
La Coupe de Belgique est, avec le championnat, l'une des deux principales compétitions de football en Belgique. Elle est organisée par la Pro League. Cette coupe de Belgique des clubs fut mise en place  pour la première fois  en 1911-1912 pour remplacer une coupe de sélections provinciales. Elle connut de longues périodes d'interruption au cours de son histoire. En 2008, la coupe de Belgique change de nom pour devenir la Coupe Cofidis, du nom de son sponsor. En 2015, elle change de sponsor et devient la Croky Cup. La finale de la Coupe de Belgique a traditionnellement lieu à Bruxelles au stade Roi Baudouin.

## Histoire
Une première version d'une coupe de Belgique est disputée lors des saisons 1907-1908 et 1908-1909. Cette compétition s'appelle alors la Coupe des Provinces Belges et voit s'affronter les sélections de chaque province de Belgique où des clubs existent. La récompense est offerte par le prince Albert de Belgique qui deviendra roi en 1909. Le trophée n'est disputé ni en 1910 (par manque de temps), ni en 1911 (en raison d'une trop forte chaleur estivale).
En 1911-1912, la formule de la coupe est modifiée. Elle est renommée Coupe de Belgique - mais elle est également appelée Coupe du Roi - et ce sont à présent les clubs qui la disputent. Trois éditions de cette nouvelle formule ont lieu avant que la Première Guerre mondiale ne rende impossible toute compétition de football en Belgique. Ensuite l'épreuve n'est plus disputée avant 1926-27, saison durant laquelle une nouvelle version de la coupe est disputée en deux phases. Un tour provincial désigne d'abord les vainqueurs de chaque province qui s'opposent ensuite lors d'un tour national.
En 1927-28, le fonctionnement de la Coupe de Belgique est à nouveau modifié. Elle comprend alors trois catégories (divisions supérieures, divisions inférieures, divisions "juniors") et débouche sur un classement général. En 1929-30, la compétition est réduite à deux divisions: "juniors" et "scolaires". En 1931, le challenge est à nouveau abandonné. 
L'idée de relancer une coupe de Belgique fait son chemin au début des années 1950. L'Association des clubs de division supérieure vote le 29 mars 1952 (lors d'une assemblée mensuelle) en faveur d'un essai d'un an pour une Coupe de Belgique à élimination directe et progressive. Cette proposition pour la saison 1952-53 est soutenue en dépit d'arguments négatifs concernant l'organisation des calendriers. La presse et le public réagissent par contre positivement à l'idée d'une Coupe de Belgique. La proposition est donc mise à l'ordre du jour de l'assemblée générale du 2 juillet 1952 qui vote en faveur de la proposition mais qui reporte l'essai à la saison 1953-54, prenant en compte les arguments opposés à l'organisation de la compétition. À la suite de cette décision, la Coupe de Belgique est organisée trois saisons d'affilée (1954, 1955, 1956). 
Une commission nationale d'études sur la reconduction de la coupe de Belgique est désigné en 1956. Les clubs de divisions supérieures ne souhaitent pas continuer à jouer la coupe telle qu'elle est alors organisée. Lors de l'assemblée générale du 24 juin 1956, il est décidé à 55,5 % des voix de suspendre la compétition pour une saison afin de laisser le temps au comité exécutif de proposer un nouveau projet. Le trophée ne sera en réalité plus disputé pendant huit ans. 
La coupe de Belgique doit sa renaissance en 1963-64 à la création deux ans plus tôt de la Coupe d'Europe des Vainqueurs de Coupe (Coupe des Coupes ou CE2). Elle a depuis été organisée chaque année. 
Le 15 janvier 2008, la société Cofidis devient le sponsor de la compétition qui est alors renommée Cofidis Cup (ou Coupe Cofidis en français). En 2015, la coupe change de sponsor et devient la Croky Cup.

## Déroulement de la compétition
En principe, toute équipe enregistrée à l'Union belge de football peut se qualifier à la Coupe de Belgique. Les équipes des quatre niveaux nationaux doivent participer à la Coupe. Les clubs de Promotion commencent la compétition au premier tour, les équipes des plus hautes divisions commencent plus tard. Les clubs de division 1 commencent seulement en 1/16e de finale et bénéficient d'un statut de tête de série. Les matchs se déroulent sous forme d'un match à élimination directe. Les 1/2 finales se déroulent en aller-retour. La finale a lieu au stade national, le stade Roi Baudouin.
Différentes équipes provinciales prennent aussi part au premier tour. Les équipes de provinciales ne sont, elles, pas certaines de participer à la compétition. Chaque province choisit ses participants à la Coupe de Belgique en fonction des résultats des différentes coupes provinciales.
Le vainqueur de la Coupe de Belgique est qualifié pour les poules de la Ligue Europa. Si le vainqueur de la Coupe est déjà qualifié via le championnat pour la Ligue des champions, c'est alors celui qui termine cinquième du championnat qui reçoit le dernier ticket pour le 2e tour préliminaire de la Ligue Europa.
Le club détenant le record de victoires est le FC Bruges avec 11 
titres suivi de près par le RSC Anderlecht (9 titres) puis par le Standard de Liège (8 titres) qui détient, lui, le record de finales perdues (9 sur 17).

## Logos

Coupe de Belgique 2007
Cofidis Cup 2008
Cofidis Cup 2009-2012
Cofidis Cup 2012-2015
Croky Cup 2015-2019
Croky Cup 2019-2024
Croky Cup 2024-

## Trophées

Trophée décerné

## Palmarès

### Finales
| Années                     | Vainqueurs | Scores                                                                        | t-a-b       | Finalistes                 | Infos                    |
| Coupe des provinces belges | |                                                                               |             |                            |                          |
| 1908                       | Province de Flandre-Occidentale                                                                                     | 6-2                                                                           |             | Anvers                     |                          |
| 1909                       | Province d'Anvers                                                                                                   | 5-2                                                                           |             | Brabant                    |                          |
| Coupe de Belgique          | |                                                                               |             |                            |                          |
| 1912                       | Racing CB | 1-0                                                                           |             | RC de Gand                 | Détails                  |
| 1913                       | Union Saint-Gilloise                                                                                                | 3-2 ap                                                                        |             | CS Brugeois                | Détails                  |
| 1914                       | Union Saint-Gilloise                                                                                                | 2-1                                                                           |             | FC Brugeois                | Détails                  |
| 1927                       | R. CS Brugeois | 2-1                                                                           |             | Tubantia FAC               | Détails                  |
| 1928                       | Div. supérieures: Province de Liège Div. inférieures: Province de Hainaut "Juniores": Province d'Anvers             | Province de Flandre-Orientale Province d'Anvers Province de Flandre-Orientale | 6-3 6-1 5-0 |                            |                          |
| 1929                       | Div. supérieures: Province de Flandre-Occidentale Div. inférieures: Province d'Anvers "Juniores": Province d'Anvers | Province d'Anvers Province de Flandre-Orientale                               | 4-0 4-3 8-0 |                            |                          |
| 1930                       | "Juniores": Province d'Anvers "Scolaires": Province d'Anvers                                                        | Province de Flandre-Occidentale Province de Flandre-Orientale                 | 3-1 5-2     |                            |                          |
| 1931                       | "Juniores": Province d'Anvers "Scolaires": Province de Liège                                                        | Province de Flandre-Occidentale Province de Brabant                           | 3-1         |                            |                          |
| 1935                       | Daring CB SR | 3-2                                                                           |             | KM Lyra                    | Détails                  |
| 1954                       | R. Standard CL | 3-1                                                                           |             | K. RC Mechelen             | Détails T. préliminaires |
| 1955                       | R. Antwerp FC | 4-0                                                                           |             | K. Waterschei SV THOR      | détails T. préliminaires |
| 1956                       | R. RC Tournaisien                                                                                                   | 2-1                                                                           |             | R. CS Verviétois           | détails T. préliminaires |
| 1964                       | ARA La Gantoise | 4-2 ap                                                                        |             | K. FC Diest                | détails T. préliminaires |
| 1965                       | R. SC Anderlechtois                                                                                                 | 3-2 ap                                                                        |             | R. Standard CL             | détails T. préliminaires |
| 1966                       | R. Standard CL | 1-0                                                                           |             | R. SC Anderlechtois        | détails T. préliminaires |
| 1967                       | R. Standard CL | 3-1 ap                                                                        |             | K. FC Malinois             | détails T. préliminaires |
| 1968                       | R. FC Brugeois | 1-1 ap                                                                        | 8-6         | K. Beerschot AC            | détails T. préliminaires |
| 1969                       | K. Lierse SK | 2-0                                                                           |             | R. Racing White            | détails T. préliminaires |
| 1970                       | R. FC Brugeois | 6-1                                                                           |             | R. Daring CB               | détails T. préliminaires |
| 1971                       | K. Beerschot VAV | 2-1 ap                                                                        |             | K. Sint-Truidense VV       | détails                  |
| 1972                       | R. SC Anderlechtois                                                                                                 | 1-0                                                                           |             | R. Standard de Liège       | détails                  |
| 1973                       | R. SC Anderlechtois                                                                                                 | 2-1                                                                           |             | R. Standard de Liège       | détails                  |
| 1974                       | K. SV Waregem | 4-1                                                                           |             | K. SK Tongeren             | détails                  |
| 1975                       | R. SC Anderlechtois                                                                                                 | 1-0                                                                           |             | Royal Antwerp FC           | détails                  |
| 1976                       | R. SC Anderlechtois                                                                                                 | 4-0                                                                           |             | Lierse SK                  | détails                  |
| 1977                       | Club Brugge KV | 4-3                                                                           |             | R. SC Anderlechtois        | détails                  |
| 1978                       | K. SK Beveren | 2-0                                                                           |             | R. Charleroi SC            | détails                  |
| 1979                       | K. Beerschot VAV | 1-0                                                                           |             | Club Brugge KV             | détails                  |
| 1980                       | K. Waterschei SV THOR Genk                                                                                          | 2-1                                                                           |             | K. SK Beveren              | détails                  |
| 1981                       | R. Standard de Liège                                                                                                | 4-0                                                                           |             | KSC Lokeren                | détails                  |
| 1982                       | K. Waterschei SV THOR Genk                                                                                          | 2-0                                                                           |             | K. SV Waregem              | détails                  |
| 1983                       | K. SK Beveren | 3-1                                                                           |             | Club Brugge KV             | détails                  |
| 1984                       | K. AA Gent | 2-0 ap                                                                        |             | R. Standard de Liège       | détails                  |
| 1985                       | K. SV Cercle Brugge                                                                                                 | 1-1 ap                                                                        | 5-4         | K. SK Beveren              | détails                  |
| 1986                       | Club Brugge KV | 3-0                                                                           |             | K. SV Cercle Brugge        | détails                  |
| 1987                       | KV Mechelen | 1-0                                                                           |             | R. FC Liégeois             | détails                  |
| 1988                       | R. SC Anderlecht | 2-0                                                                           |             | R. Standard de Liège       | détails                  |
| 1989                       | R. SC Anderlecht | 2-0                                                                           |             | R. Standard de Liège       | détails                  |
| 1990                       | R. FC Liégeois | 2-1                                                                           |             | K. FC Germinal Ekeren      | détails                  |
| 1991                       | Club Brugge KV | 3-1                                                                           |             | KV Mechelen                | détails                  |
| 1992                       | R. Antwerp FC | 2-2 ap                                                                        | 9-8         | KV Mechelen                | détails                  |
| 1993                       | R. Standard de Liège                                                                                                | 2-0                                                                           |             | R. Charleroi SC            | détails                  |
| 1994                       | R. SC Anderlecht | 2-0                                                                           |             | Club Brugge KV             | détails                  |
| 1995                       | Club Brugge KV | 3-1                                                                           |             | KFC Germinal Ekeren        | détails                  |
| 1996                       | Club Brugge KV | 2-1                                                                           |             | K. SV Cercle Brugge        | détails                  |
| 1997                       | K. FC Germinal Ekeren                                                                                               | 4-2 ap                                                                        |             | R. SC Anderlecht           | détails                  |
| 1998                       | K. RC Genk | 4-0                                                                           |             | Club Brugge KV             | détails                  |
| 1999                       | K. Lierse SK | 3-1                                                                           |             | R. Standard de Liège       | détails                  |
| 2000                       | K. RC Genk | 4-1                                                                           |             | R. Standard de Liège       | détails                  |
| 2001                       | K. Voetbal Club Westerlo                                                                                            | 1-0                                                                           |             | K. Football Club Lommel SK | Détails                  |
| 2002                       | Club Brugge KV | 3-1                                                                           |             | Royal Excelsior Mouscron   | Détails                  |
| 2003                       | R. AA Louviéroise                                                                                                   | 3-1                                                                           |             | K. Sint-Truidense VV       | Détails                  |
| 2004                       | Club Brugge KV | 4-2                                                                           |             | K. Sportkring Beveren      | Détails                  |
| 2005                       | K. Germinal Beerschot Antwerpen                                                                                     | 2-1                                                                           |             | Club Brugge KV             | Détails                  |
| 2006                       | SV Zulte-Waregem | 2-1                                                                           |             | Royal Excelsior Mouscron   | Détails                  |
| 2007                       | Club Brugge KV | 1-0                                                                           |             | R. Standard de Liège       | Détails                  |
| 2008                       | R. SC Anderlecht | 3-2                                                                           |             | K. AA Gent                 | Détails                  |
| 2009                       | K. RC Genk | 2-0                                                                           |             | YR KV Mechelen             | Détails                  |
| 2010                       | K. AA Gent | 3-0                                                                           |             | Cercle Brugge K. SV        | Détails                  |
| 2011                       | R. Standard de Liège                                                                                                | 2-0                                                                           |             | K. Voetbal Club Westerlo   | Détails                  |
| 2012                       | K. SC Lokeren Oost-Vl.                                                                                              | 1-0                                                                           |             | KV Kortrijk                | Détails                  |
| 2013                       | K. RC Genk | 2-0                                                                           |             | K. SV Cercle Brugge        | Détails T. Préliminaires |
| 2014                       | K. SC Lokeren Oost-Vl.                                                                                              | 1-0                                                                           |             | SV Zulte Waregem           | Détails T. Préliminaires |
| 2015                       | Club Brugge KV | 2-1                                                                           |             | R. SC Anderlecht           | Détails T. Préliminaires |
| 2016                       | R. Standard de Liège                                                                                                | 2-1                                                                           |             | Club Brugge KV             | Détails T. Préliminaires |
| 2017                       | SV Zulte-Waregem | 3-3 ap                                                                        | 4-2         | KV Ostende                 | Détails T. Préliminaires |
| 2018                       | R. Standard de Liège                                                                                                | 1-0 ap                                                                        |             | K. RC Genk                 | Détails T. Préliminaires |
| 2019                       | YR KV Mechelen | 2-1                                                                           |             | K. AA Gent                 | Détails T. Préliminaires |
| 2020                       | R. Antwerp FC | 1-0                                                                           |             | Club Brugge KV             | détails T. préliminaires |
| 2021                       | K. RC Genk | 2-1                                                                           |             | R. Standard de Liège       | détails T. préliminaires |
| 2022                       | K. AA Gent | 0-0 ap                                                                        | 4-3         | R. SC Anderlecht           | Détails T. préliminaires |
| 2023                       | R. Antwerp FC | 2-0                                                                           |             | YR KV Mechelen             | détails T. préliminaires |
| 2024                       | R. Union Saint-Gilloise                                                                                             | 1-0                                                                           |             | R. Antwerp FC              | détails T. préliminaires |
| 2025                       | Club Brugge KV | 2-1                                                                           |             | R. SC Anderlecht           | Détails T. Préliminaires |

## Tableau d'honneur
- en italiques, les "anciens noms" sous lequel s'illustrèrent certains clubs.

| Clubs                                                                             | Victoires | Finales jouées | Années des victoires                                                   |
| Club Brugge KV FC Brugeois                                                        | 12        | 20             | 1968, 1970, 1977, 1986, 1991, 1995, 1996, 2002, 2004, 2007, 2015, 2025 |
| R. SC Anderlecht SC Anderlechtois                                                 | 9         | 15             | 1965, 1972, 1973, 1975, 1976, 1988, 1989, 1994, 2008                   |
| R. Standard de Liège Standard CL                                                  | 8         | 18             | 1954, 1966, 1967, 1981, 1993, 2011, 2016, 2018                         |
| K. RC Genk                                                                        | 5         | 6              | 1998, 2000, 2009, 2013, 2021                                           |
| K. AA Gent La Gantoise                                                            | 4         | 6              | 1964, 1984, 2010, 2022                                                 |
| R. Antwerp FC                                                                     | 4         | 6              | 1955, 1992, 2020, 2023                                                 |
| R. Union Saint-Gilloise                                                           | 3         | 3              | 1913, 1914, 2024                                                       |
| Cercle Brugge K. SV CS Brugeois                                                   | 2         | 7              | 1927, 1985                                                             |
| K. SK Beveren                                                                     | 2         | 5              | 1978, 1983                                                             |
| YR KV Mechelen FC Malinois                                                        | 2         | 5              | 1987, 2019                                                             |
| K. Beerschot Antwerpen Club K. FC Germinal Ekeren K. Germinal Beerschot Antwerpen | 2         | 4              | 1997, 2005                                                             |
| K. Beerschot VAV Beerschot Athletic Club                                          | 2         | 3              | 1971, 1979                                                             |
| K. Waterschei SV THOR                                                             | 2         | 3              | 1980, 1982                                                             |
| Lierse SK                                                                         | 2         | 3              | 1969, 1999                                                             |
| K. SC Lokeren                                                                     | 2         | 3              | 2012, 2014                                                             |
| SV Zulte Waregem                                                                  | 2         | 3              | 2006, 2017                                                             |
| Daring Club de Bruxelles                                                          | 1         | 2              | 1935                                                                   |
| RFC Liège FC Liégeois                                                             | 1         | 2              | 1990                                                                   |
| K. SV Waregem                                                                     | 1         | 2              | 1974                                                                   |
| KVC Westerlo                                                                      | 1         | 2              | 2001                                                                   |
| R. Racing CB                                                                      | 1         | 1              | 1912                                                                   |
| RAA Louviéroise                                                                   | 1         | 1              | 2003                                                                   |
| R. RC Tournaisien                                                                 | 1         | 1              | 1956                                                                   |
| R. Excelsior Mouscron                                                             | 0         | 2              | -                                                                      |
| R. Charleroi SC                                                                   | 0         | 2              | -                                                                      |
| Saint-Trond VV                                                                    | 0         | 2              | -                                                                      |
| K. FC Diest                                                                       | 0         | 1              | -                                                                      |
| K. FC Lommelse SK                                                                 | 0         | 1              | -                                                                      |
| KM Lyra                                                                           | 0         | 1              | -                                                                      |
| K. RC Mechelen RC de Malines                                                      | 0         | 1              | -                                                                      |
| K. SK Tongeren                                                                    | 0         | 1              | -                                                                      |
| R. Racing White                                                                   | 0         | 1              | -                                                                      |
| KRC Gent-Zeehaven RC de Gand                                                      | 0         | 1              | -                                                                      |
| R. CS Verviétois                                                                  | 0         | 1              | -                                                                      |
| K Tubantia Borgerhout VK Tubantia FAC                                             | 0         | 1              | -                                                                      |

### Tableau d'honneur par provinces
Aux origines l'épreuve était la Coupe des Provinces belges. Voici, ci-dessous la répartition par provinces des trophées remportés et des finales perdues.
La région de Bruxelles-Capitale (comprise dans le Brabant) est aussi insérée pour illustration.
| Provinces                       | Total Finales jouées | Trophées | Finales perdues | Clubs victorieux                                                                                     | Finalistes malheureux |
| Province de Flandre occidentale | 27                   | 15       | 13              | FC Bruges (11), CS Bruges (2), K. SV Waregem (1), SV Zulte-Waregem (1)                               | FC Bruges (7),CS Bruges (5), K. SV Waregem (1), SV Zulte-Waregem (1)                                                                          |
| Province d'Anvers               | 25                   | 13       | 12              | Antwerp FC (4), K Beerschot VAC (2), Lierse SK (2), KFC Germinal (2), KV Mechelen (2), Westerlo (1). | K Beerschot VAC (1), Antwerp FC (1), Lierse SK (1), KFC Germinal (2), KV Mechelen (4), Westerlo (1), Lyra (1), RC Mechelen (1), Tubantia (1). |
| Province de Liège               | 20                   | 9        | 11              | Standard CL (8), RFC Liège (1).                                                                      | Standard CL (9), RFC Liège (1), CS Verviers (1).                                                                                              |
| Province de Brabant             | 19                   | 13       | 6               | VOIR BRUXELLES                                                                                       | VOIR BRUXELLES + K. FC Diest (1) |
| «Région de Bruxelles »          | 20                   | 13       | 7               | Anderlecht (9), Union SG (2), Daring CB (1), Racing CB (1).                                          | Anderlecht (5), Daring CB (1), Racing White (1).                                                                                              |
| Province de Flandre orientale   | 15                   | 8        | 7               | La Gantoise (4), Beveren (2), Lokeren (2)                                                            | La Gantoise (2), Beveren (3), Lokeren (1), RC Gent (1).                                                                                       |
| Province de Limbourg            | 10                   | 5        | 5               | KRC Genk (4), THOR Waterschei (2).                                                                   | THOR Waterschei (1), St-Trond (9), Lommel (1), SK Tongeren (1). K. RC Genk (1)                                                                |
| Province de Hainaut             | 6                    | 2        | 4               | RC Tournai (1), RAA La Louvière (1)                                                                  | Sporting Charleroi (2), Excelsior Mouscron (2).                                                                                               |
| Province de Luxembourg          | 0                    | 0        | 0               | | |
| Province de Namur               | 0                    | 0        | 0               | | |

### Statistiques
- Nombre de clubs différents ayant atteint au moins une fois la finale : 35 (tout fait de fusion mis à part)
- Nombre de clubs différents ayant remporté au moins une fois la finale : 22. (tout fait de fusion mis à part)
- Plus grand nombre de victoires en finale par un même club : 11 FC Bruges
- Plus grand nombre de victoires consécutives en finale pour un même club : 2 RSC Anderlecht (1972 et 1973, 1975 et 1976, 1988 et 1989),  Standard de Liège (1966 et 1967), FC Bruges (1995 et 1996).
- Plus grand nombre de participations à la finale par un même club : 18 Standard de Liège et FC Bruges
- Plus grand nombre de défaites en finale par un même club : 9 Standard de Liège
- Plus grand nombre de défaites consécutives en finale par un même club : 2 Standard de Liège (1972 et 1973, 1988 et 1989, 1999 et 2000 ), FC Malines (1991 et 1992)
- Plus grand nombre de finales jouée consécutivement (gagnées ou perdues) par un même club : 3 Standard de Liège de 1965 à 1967, RSC Anderlecht de 1975 à 1977, FC Bruges de 1994 à 1996
- Plus grand nombre de victoires pour un joueur : 6 Jacky Munaron (1975, 1976, 1988 et 1989 avec le RSC Anderlecht, 1990 avec le RFC Liège et 1993 avec le Standard de Liège).
- Plus grand nombre de victoires pour un entraîneur :  4 Urbain Braems (1973 et 1975 avec Anderlecht, 1978 et 1983 avec Beveren)
- Victoire la plus large en finale : 6-1 (R. FC Brugeois-R. Daring CB, en 1970)
- Plus grand nombre de buts marqués lors d'une finale : 7 (R. FC Brugeois-R. Daring CB 6-1, en 1970 et R. FC Brugeois-RSC Anderlecht 4-3, en 1977)

## Stades
La finale de la Coupe de Belgique se tient traditionnellement dans un stade de Bruxelles, à commencer par celui du Daring CB puis surtout au stade du Centenaire (familièrement du Heysel) après sa construction et son successeur après rénovations, le Stade Roi Baudouin. La finale a parfois été délocalisée à Bruges, Anderlecht ou à Liège en raison de l'indisponibilité du stade national. 
|          | Bruxelles                          | Liège                  | Bruges            | Anderlecht                  |
| -------- | ---------------------------------- | ---------------------- | ----------------- | --------------------------- |
|          |                                    |                        |                   |                             |
| Stade    | Stade du Heysel Stade Roi Baudouin | Stade Maurice Dufrasne | Stade Jan Breydel | Stade Constant Vanden Stock |
| Capacité | 50.000                             | 30.023                 | 29.042            | 22.500                      |
| Années   | 1954-1984, 1988-1991, depuis 1996  | 1994                   | 1986, 1992        | 1985, 1987, 1993, 1995      |